# 桃園市政府捷運工程局
桃園市政府捷運工程局（とうえんしせいふしょううんこうていきょく）は台湾桃園市の桃園市政府が設置した一級機関。桃園捷運の路線網のうち、中央政府の直轄事業だった桃園機場捷運を除く整備予定の路線は本局が計画策定や建設、監督業務を所管する。
日本の多くの公営地下鉄のように、建設局に相当する本処が入札や建設の監督、運行は捷運公司（桃園捷運公司）が担う（ただし桃園市政府交通局は市内バス交通の桃園市市区公車路線の監督が業務で捷運には直接は無関係である）。
2015年に市交通局傘下で捷運工程処（Office of Rapid Transit Systems, Taoyuan City Government）として発足、2017年12月、市長の鄭文燦が桃園機場捷運以外の市内路線建設が本格化することに対応すべく「捷運工程局」への格上げに言及し、2018年に市政府と市議会での該当法案可決を経て、市政府直下の局として発足することになった。

## 沿革
- 2015年4月1日 - 桃園市政府交通局傘下に「捷運工程処（繁体字中国語: 捷運工程處、Office of Rapid Transit Systems, Taoyuan City Government）」を設立[3]。
- 2018年
  - 1月10日 - 桃園市政府（中国語版）で捷運工程局昇格の自治条例（法案）が可決され、4月を目処とする発足へ向けて市議会審議に送られた[4]。
  - 2月9日 - 桃園市議会（中国語版）での三読審議を経て組織改編法案が可決[5]。
  - 3月15日 - 市政府直下の一級機関「捷運工程局（Department of Rapid Transit Systems, Taoyuan City Government）」に昇格[6]。

## 事業
市域内の計画中及び建設中の路線は以下の通り。三鶯線を桃園市内へ延伸する2期区間は1期区間所管の新北市政府捷運工程局に初期の計画策定を委任している。実際に建設が決定した場合は桃園市内区間の監督事項を本局が受け持つ。
| 路線               | 路線                         | 区間                    | 距離(km) | 規格       | 現況                           | 車両基地 |
| ------------------ | ---------------------------- | ----------------------- | -------- | ---------- | ------------------------------ | -------- |
|                    | 緑線（航空城線・菓林坑支線） | 八徳駅 - 坑口駅・横山駅 | 27.8     | 中運量LRRT | 建設中                         | 北機廠   |
| 緑線（中壢延伸線） | 八徳駅 - 中壢車站            | 7.74                    | 計画中   | 中運量LRRT | 南機廠                         |          |
|                    | （新北捷運）三鶯線2期        | 鶯桃福徳駅 - 大湳駅     | 3.8      | 中運量LRRT | 交通部で実現可能性調査報告通過 | 三峽機廠 |
|                    | 棕線                         | 桃園車站 - 迴龍駅       | 11.5     | 中運量LRRT | 計画中                         |          |

## 組織
首長
- 局長
  - 副局長
    - 主任秘書 - 専門委員
    - 総工程司 - 副総工程司

業務部門
- 総合計画科（綜合規劃科）
- 工程管理科
- 土木建築科
- 土地開発科
- 機電工程科

事務部門（部に相当）
- 秘書室
- 人事室
- 倫理室（政風室）
- 会計室
- 資材管理科

## 歴代局長
| 代   | 姓名   | 就任時期      | 退任時期      | 備考                                           |
| 処長 | 処長   | 処長          | 処長          | 処長                                           |
| ---- | ------ | ------------- | ------------- | ---------------------------------------------- |
| 代理 | -      | 2015年4月     | 2017年4月     | 数名の市職員が代理職を交代で務める             |
| 1    | 廖振遠 | 2017年4月     | 2018年3月14日 | 前中華民国交通部鉄路改建工程局南部工程処工程司 |
| 局長 |        |               |               |                                                |
| 1    | 陳文徳 | 2018年3月15日 | 現任          | 前市政府交通局・工務局・経済発展局副局長       |